# Филин, Михаил Иванович
Михаил Иванович Филин (1922—1970) — командир взвода автоматчиков 325-го стрелкового полка 14-й стрелковой дивизии 14-й армии Карельского фронта, лейтенант, Герой Советского Союза.

## Биография
Родился 15 апреля 1922 года в деревне Новка ныне Чучковского района Рязанской области в семье рабочего. Русский. Член ВКП(б)/КПСС с 1944 года. После переезда семьи в город Коломна Московской области в 1938 году окончил семилетнюю школу. Работал слесарем Коломенского паровозостроительного завода и в депо станции Голутвин Московско-Рязанской железной дороги.
В Красную Армию призван в августе 1941 года Коломенским горвоенкоматом Московской области. В 1942 году окончил Свердловское военное пехотное училище. В действующей армии с августа 1942 года. Воевал на Карельском фронте командиром стрелкового взвода 1226-го стрелкового полка.
В Свирско-Петрозаводской наступательной операции 368-я стрелковая дивизия действовала на правом фланге 7-й армии, на петрозаводском направлении. За отличие в боях в южной Карелии М. И. Филин был награждён орденом Красной Звезды. После ранения и лечения в госпитале с осени 1944 года лейтенант Михаил Филин — командир взвода автоматчиков 325-го стрелкового полка. В Петсамо-Киркенесской наступательной операции лейтенант Филин проявил себя инициативным, волевым офицером. После выхода основных сил к реке Петсамойоки и заливу в ночь на 15 октября 1944 года командование приказало ему форсировать реку и залив, захватить плацдарм на западном берегу и обеспечить переправу всех подразделений полка. Под покровом ночи взвод Филина достиг противоположного берега залива и вступил в бой с фашистским подразделением, пытавшимся сбросить советских воинов в залив. Но взвод сумел не только укрепиться на ответственном плацдарме, но контратаками отбросить неприятеля. К рассвету через залив переправились все подразделения 325-го стрелкового полка. После трёхчасового боя части 14-й стрелковой дивизии утром 15 октября 1944 года ворвались на окраины посёлка Петсамо, полностью очистив его от фашистов.
Указом Президиума Верховного Совета СССР от 24 марта 1945 года за образцовое выполнение боевых заданий командования на фронте борьбы с немецко-фашистским захватчиками и проявленные при этом мужество и героизм лейтенанту Филину Михаилу Ивановичу присвоено звание Героя Советского Союза с вручением ордена Ленина и медали «Золотая Звезда».
С 1946 года лейтенант Филин М. И. — в запасе. С 1947 года он проходил службу во Внутренних войсках МВД СССР на должностях: командир взвода, командир дивизиона, начальник штаба отдельного дивизиона конвойной охраны, командир войсковой части. С 1962 года подполковник Филин М. И. — в запасе.
Жил и работал в городе Коломне мастером на заводе тяжёлого станкостроения, а с 1964 года — старшим инспектором военно-учётного стола. Скончался 11 февраля 1970 года. Похоронен на Старом городском кладбище в Коломне.
Награждён орденами Ленина, Отечественной войны 1-й степени, Красной Звезды, медалями. Бюст Филина установлен в Коломне на Аллее Героев, его именем названа улица в микрорайоне Колычёво. В селе Дудкино Чучковского района — мемориальная доска.